# Julius Weismann

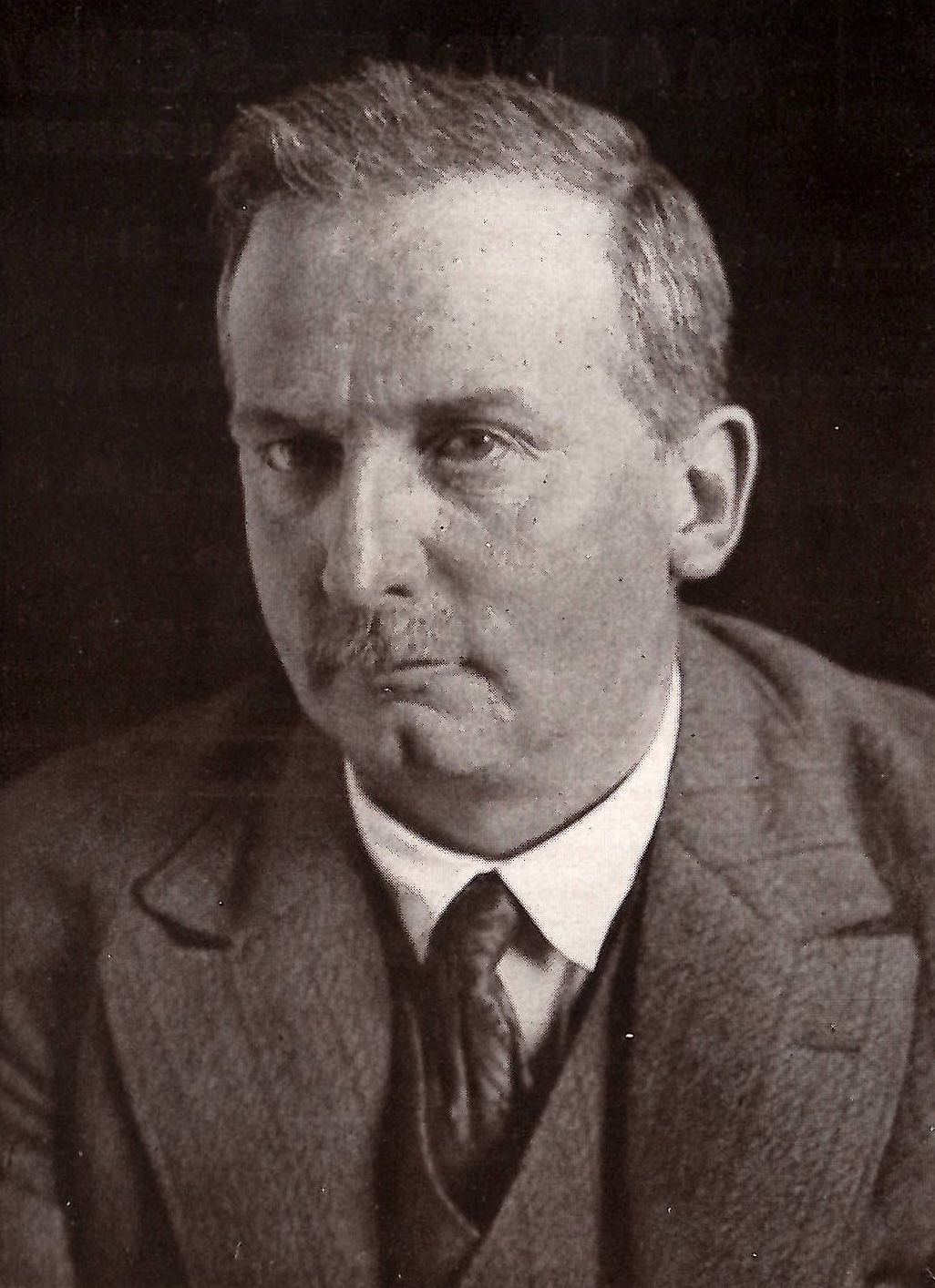
Julius Weismann, um 1931

Julius Weismann (* 26. Dezember 1879 in Freiburg im Breisgau; † 22. Dezember 1950 in Singen) war ein deutscher Komponist. 

## Leben
Julius Weismann war Sohn des Zoologen und bedeutenden Evolutionsbiologen August Weismann. Er erhielt bereits 1891/92 Kompositionsunterricht von Josef Gabriel Rheinberger in München. Nach Klavierunterricht in Freiburg sowie Sprachstudien in Lausanne studierte er 1898/99 Musik in Berlin (u. a. bei Heinrich von Herzogenberg), danach für drei Jahre bei Ludwig Thuille in München. 1902 heiratete er die Sängerin Anna Hecker und ließ sich in München als freischaffender Komponist nieder. 1906 kehrte er nach Freiburg zurück und wirkte als Komponist, Dirigent und Pianist. Weismann, der lange schon als Pianist geschätzt war, gelang in den 1920er Jahren, spätestens jedoch um 1925/26 der breite Durchbruch im öffentlichen Kulturbetrieb. Zwischen 1919 und 1930 entstanden allein fünf Opern. Besonders zu nennen sind die Werke nach Textvorlagen von August Strindberg (Schwanenweiß op. 75, Ein Traumspiel op. 83, Gespenstersonate op. 100). Sein Schaffen fand in diesen Jahren weite Verbreitung.
Ab 1934 war Julius Weismann einer der Ehrenvorsitzenden des „Arbeitskreises nationalsozialistischer Komponisten“. 1935 schrieb er im Auftrag der Nationalsozialistischen Kulturgemeinde eine neue Bühnenmusik zu Shakespeares Komödie Ein Sommernachtstraum, die die Komposition von Mendelssohn ersetzen sollte, sich in den Theatern aber nicht durchsetzen konnte. Zum Führergeburtstag am 20. April 1936 ernannte ihn Adolf Hitler zum Professor. Diesen Titel erhielt er nochmals 1950 vom Land Baden. 1938 schrieb er seine erfolgreichste Oper Die Pfiffige Magd nach einer Textvorlage von Ludvig Holberg. 1939 wurde er Ehrenbürger Freiburgs und im gleichen Jahr mit dem Leipziger Bach-Preis ausgezeichnet. Im gleichen Jahr zog er nach Nußdorf bei Überlingen (Bodensee) und beendete seine Lehrtätigkeit, komponierte jedoch weiterhin.
Von seinem Spätwerk sind vor allem zu nennen die Komposition für Klavier Der Fugenbaum op. 150 (1943–45), ein Zyklus von 24 Präludien und Fugen, und das Chorwerk mit Soli und Orchester Der Wächterruf op. 151 (1946–49). In diesem Werk verarbeitete Weismann „das grauenvolle Geschehen des letzten Jahrzehnts“ und die Zerstörung seiner Heimatstadt Freiburg im November 1944.
Nach seinem Tod entstand 1954 auf Anregung Wieland Wagners in Duisburg ein Julius-Weismann-Archiv. Das zuletzt in der Stadtbibliothek Duisburg verwahrte Archiv wurde 2014 dem Stadtarchiv Duisburg übergeben. Dort wurde der Nachlass neu verzeichnet und kann mittlerweile über ein Online-Findbuch recherchiert werden.
Julius Weismann hatte vier Kinder, unter ihnen die Tänzerin Ursel Weismann.

## Werk
Weismann hinterließ über 150 mit Opuszahlen versehene Werke (daneben auch zahlreiche unnummerierte). Darunter finden sich sechs Opern, drei Sinfonien, drei Klavierkonzerte, vier Violinkonzerte, elf Streichquartette, Klaviermusik und etwa 250 Lieder.
Stilistisch folgte Weismann der deutschen Romantik, insbesondere Schumann und Brahms, es finden sich aber auch Einflüsse seines Lehrers Thuille, Elemente des Impressionismus, Anklänge an Reger und vor allem im Spätwerk eine Hinwendung zur Kontrapunktik Johann Sebastian Bachs. Trotz dieser Einflüsse stellt Weismanns Werk in seiner Klangsinnlichkeit, die oft mit lakonischer Trockenheit und aphoristischer Prägnanz einhergeht, einen eigenständigen und bedeutenden Beitrag zur Musik des 20. Jahrhunderts dar.

## Ehrung
In Freiburg im Breisgau ist im Stadtteil Waldsee eine Straße nach Julius Weismann sowie seinem Vater, August Weismann benannt. Anlass zur Benennung durch den Freiburger Stadtrat im Jahre 1956 war der 75. Geburtstag von Julius Weismann, wobei August Weismann ausdrücklich mit geehrt werden sollte, nachdem es in den 1930er Jahren Widerstand gegen eine August-Weismann-Straße im Klinikviertel gegeben hatte.
Im Jahr 2016 hat eine "Kommission zur Überprüfung der Freiburger Straßennamen" unter der Leitung des Historikers Bernd Martin vorgeschlagen, die Weismannstraße in "Julius-Weismann-Straße" umzubenennen und mit einem Ergänzungsschild mit folgendem Text zu versehen. "Julius Weismann (1879-1950), Komponist. Ehemals zugleich nach seinem Vater August Weismann (1834-1914), Zoologe und Vordenker der 'Rassenhygiene' benannt".
In der Begründung der Kommission wird zu Julius Weismann folgendes festgestellt: „Julius W. traf mit seiner spät- bzw. nachromantischen Musik den Geschmack führender Nazis. Er nahm Kompositionsaufträge bereitwillig an; ohne selbst fanatischer Anhänger der NS-Ideologie zu sein, stützte er damit das Regime.“ 2017 hat die Kommission ihre Bewertung revidiert und ihrem ursprünglichen Vorschlag wurde nicht gefolgt.